# Музеј Горког
Музеј Горког (рус. Музе́й-кварти́ра Макси́ма Го́рького) је архитектонска знаменитост стила модерне, руског израза за сецесију. Изградио га је у Москви 1900—02. архитекта Фјодор Шехтел. Такође је познат и као кућа Рјабушинског, младог руског индустријалца и колекционара уметничких дела који ју је саградио. После руске револуције 1917. породица Рјабушинског емигрирала је у Француску. Године 1931. совјетска влада понудила је кућу писцу Маскиму Горком и његовој породици. Ту је живео све до своје смрти 1936. Удовица његовог сина наставила је да живи у кући све до своје смрти 1965. Тада је постао музеј Горког, посвећен његовом животу и раду. Налази се у историјском центру Москве, улаз је бесплатан.

## Историја

### Изградња куће Рјабушинског
Кућу је пројектовао и изградио 1900—03. архитекта Фјодор Шехтел за богатог руског банкара, индустријалца и издавача новина Степана Рјабушинског, који је у време градње имао двадесет шест година. Његов отац изградио је индустријско царство, засновано на фабрикама текстила и многим другим предузећима, а делило га је његових девет синова. Сам Степан је такође био уметнички покровитељ који је окупио запажену колекцију руских икона. Поред тога што су били покровитељи уметности, чланови породице били су и староверци, православна доктрина коју је званична Руска православна црква осудила. Дизајн куће обухватао је малу староверску капелу која је била дискретно сакривена испод угла крова.
Савремени руски критичари похвалили су Шехтелов дизајн због његове „смелости” и „храбрости”, иако су приметили да су масивни трем на улазу и велики прозори на спрату били нелогични.
Породица Рјабушинског наставила је да напредује и проширује своја предузећа. Године 1916. изградили су прву фабрику аутомобила у Русији. Године 1917, после Руске револуције, Бољшевици су запленили сву имовину породице. Рјабушински су оставили свој дом и кренули из Москве у Италију. Степан је умро у Милану 1942.

### Совјетски период до данас
После револуције кућу су заузеле бројне совјетске државне институције: комитет за односе са страним комунистичким партијама, државни институт за психоанализу, а затим и вртић. Стаљин и совјетска влада су 1931. године кућу и дачу у предграђу понудили Максиму Горком, најпознатијем руском писцу, који је живео у Соренту, али је редовно посећивао Москву. Горки је прихватио и преселио се у кућу са породицом, у којој је живео до своје смрти 1936. године, иако му после 1934. није било дозвољено да путује у иностранство. Стаљин и други бољшевички лидери посетили су Горкову кућу неколико пута пре његове смрти.
Горки и његов син живели су у приземљу, док је остатак његове породице живео на горња два спрата. После Горкијеве смрти, Надежди Пешовој, удовица Горкијевог сина, било је дозвољено да заузме неколико соба до њене смрти 1965. Тада је кућа званично претворена у музеј Горког, излажући предмете повезане са његовим животом и радом.

## Архитектура

### Фасада
Дизајн куће и ентеријера мешавина је модерне, руског израза сецесије и елемената симболистичког покрета краја 19. века. Садржи асиметричне облике крова, закривљене мозаичне фреске, портале, оквире прозора и ограде од ливеног гвожђа. Честа је гвоздена декорација, ограда је од кованог гвожђа спиралног облика.
Фасада куће комбиновала је елементе модерне са традиционалним руским облицима. На пример, масивни бетонски предњи трем изгледао је као улаз у пећину, али је подсећао и на kryltso, свечани трем руских цркви 17. века. Мали уски прозори на десном горњем спрату подсећали су на прозоре terem, средњовековног руског стила. Ковано гвожђе и живописна керамичка декорација били су и сецесија и сећање на средњовековне московске палате. Декорација од кованог гвожђа на фасади такође је имала морску тематику, док је дизајн на улазним вратима од махагонија имао лотосове украсе од месинга.

Поред тога, фасада је била украшена застакљеном шупљом опеком, бисфором за гвоздене ограде и великим прозорима са дрвеним оплатама. Најживописнијих елемент фасаде био је мозаик перунике.
- Кућа споља, почетком 1900-их.
- Декорација јужне фасаде.
- Прозор на јужној фасади.
- Фасадни мозаици перунике.
- Декорација балкона на јужној фасади.

### Ентеријер
Ентеријер је био организован око централног елемента: троспратног степеништа. Све главне собе куће излазе на степениште. Његова главна карактеристика је високо скулптурално степениште чија је ограда израђена од агрегата ливеног бетона помешаног са мермерним и гранитним фрагментима, високо полираним. Глатки, увијени облици сугеришу морске таласе. Стаклена и месингана лампа у основи степеништа је знак сецесије. Стуб од црвеног мермера наглашава вертикалност степеништа. 
Степениште је осветљено како природном светлошћу одозго, тако и кроз три вертикалне плоче које се уздижу са висином зграде. Ефекат осветљења у приземљу је онај који се налази на дну мора, филтрирана светлост која долази одозго.

Ходник од улазних врата до степеништа куће такође садржи мотив таласа, како у месинганим квакама на вратима, тако и у керамичком поду.
- Предсобље са керамичким подом.
- Детаљ квака на улазним вратима.
- Степениште и лампа медуза.
- Степениште и лампа медуза.
- Змије и гмизавци на врху степеништа.

### Трпезарија
Трпезарија у приземљу једна је од највећих соба. Излази на централно степениште, а такође има и посебни улаз из врта. На њему су се налазиле пресвлаке од храстовине и једноставан намештај, али плафон је имао гипсане закривљене декорације допуњене кривудавим гвозденим украсом око великог прозора.
- Трпезарија почетком 1900-их.
- Трпезарија данас.

### Гостионица
- Гостионица.
- Плафонска слика цвећа.
- Плафон, лампа је касније додата.
- Изрезбарена таласаста врата.
- Кваке на вратима у гостионици.
- Декорација плафона у гостионици.

### Кабинет
Кабинет је био садржао књиге и разне колекције. Предмети намештаја датирају из 1930-их, у период боравка Максима Горког, али препознатљиви декоративни елементи на зидовима и плафону остају непромењени.
- Прозор кабинета.
- Радни сто и колекције кабинета.
- Прикази уметничких предмета у кабинету из 1930-их.

### Капела
Рјабушински чланови породице су били староверци, које је осудило државно покровитељство руске православне цркве, тако да је капела на спрату врло дискретна и једноставна, са куполама и прозорима окренутим ка северу. Била је украшена комбинацијом руског препорода и модерног орнамента.
- Тајна староверска капела.
- Староверска капела.
- Купола капеле.

### Витраж
Постоје витражи у модерном стилу у трпезарији и кабинету или радној соби, Шехтел је дизајнирао прозоре, а правили су их занатлије.
- Прозор у кабинету или радној собо.
- Витраж у улазном холу.
- Прозор на главном степеништу.

## Музеј
У музеју се налази важна библиотека Горког и књига гостију. Данас се улази кроз стари службени улаз. Горки је живео у приземљу, док су његов син и породица живели на спрату.